# Tallinna JS Estonia
Tallinna JS Estonia – estoński klub piłkarski z siedzibą w Tallinnie, działający w latach 1930–1944.

## Historia
Klub założony został w listopadzie 1930 roku. Pierwsze dwa sezony występował w Estońskiej Pierwszej dywizji. W 1932 debiutował w najwyższej lidze Mistrzostw Estonii. W 1944 klub został rozwiązany.

## Sukcesy
- mistrz Estonii: 1934, 1935, 1936, 1937/38, 1938/39
- wicemistrz Estonii: 1933, 1939/40